# Dänischer Fußballpokal 1987/88
Der Dänische Fußballpokal 1987/88 war die 34. Austragung des dänischen Pokalwettbewerbs der Männer. Er wurde vom dänischen Fußballverband ausgetragen. Das Finale fand traditionell am Himmelfahrtstag (12. Mai 1988) im Københavns Idrætspark von Kopenhagen statt. Pokalsieger wurde Titelverteidiger Aarhus GF, der sich im Finale gegen Brøndby IF durchsetzte.
Das Halbfinale wurde in Hin- und Rückspiel entschieden. In den anderen Runden wurden die Begegnungen in einem Spiel ausgetragen. Bei unentschiedenem Ausgang wurde zur Ermittlung des Siegers eine Verlängerung gespielt. Stand danach kein Sieger fest, folgte ein Elfmeterschießen.

## 1. Runde
Es nahmen 66 Mannschaften von der dritten Klasse abwärts sowie die 14 Zweitligisten teil.
|                         | Ergebnis  |                     |
| ----------------------- | --------- | ------------------- |
| BK Avarta               | 10:00     | Horslunde BK        |
| B.93 Kopenhagen         | 1:2       | Køge BK             |
| B 1901 Nykøbing         | 2:4       | BK Frem Kopenhagen  |
| B 1908 Amager           | 0:2       | Ringsted IF         |
| B 1909 Odense           | 4:0       | Asaa BK             |
| B 1913 Odense           | 1:2       | Svendborg fB        |
| B 1921 Nykøbing         | 2:3 n. V. | Roskilde BK         |
| IF Skjold Birkerød      | 3:1       | Nakskov BK          |
| Bramming BK             | 1:4       | Silkeborg IF        |
| Dalum IF                | 4:0       | Østre BK            |
| Dragør BK               | 2:1       | IK Viking Rønne     |
| Frederikssund IK        | 3:0       | Hørsholm-Usserød IK |
| BK Fremad Valby         | 1:0       | Vordingborg IF      |
| Galten FS               | 0:3       | Frederikshavn fI    |
| Gladsaxe-Hero BK        | 1:3 n. V. | AB Gladsaxe         |
| Haderslev FK            | 1:5       | Nørresundby BK      |
| Hasle BK                | 4:1       | Valby BK            |
| Herning Fremad          | 7:0       | Horsens B40         |
| Hjørring IF             | 2:1       | Tved BK             |
| Hobro IK                | 1:4       | Randers SK Freja    |
| Holbæk B&I              | 2:3       | Helsingør IF        |
| Holstebro BK            | 3:2       | Kalundborg GB       |
| Horsens fS              | 0:1       | Esbjerg fB          |
| Humlebæk BK             | 3:0       | Albertslund IF      |
| Jyderup BK              | 7:0       | Kettinge Boldklub   |
| Kolding IF              | 0:1       | Viborg FF           |
| LKB-Gistrup IF          | 2:1       | Nørre Aaby IK       |
| Næsbjerg-Rousthøje UI   | 3:0       | SUB Ullerslev       |
| Odense Kammeraternes SK | 9:1       | Harlev IK           |
| BK Pioneren             | 2:0       | Herlev IF           |
| Skive IK                | 4:1       | Viby IF             |
| Skovlunde Fodbold       | 1:3       | Fremad Amager       |
| Slagelse B&I            | 0:1       | Tårnby BK           |
| Sundby BK               | 0:2       | Greve IF 1          |
| Ulkebøl FK              | 4:6       | Herning KFUM        |
| Vanløse IF              | 1:0       | Skovshoved IF       |
| Varde IF                | 3:2       | Fredericia KFUM     |
| Viby Sjælland IF        | 0:6       | Glostrup IC         |
| Aabenraa BK             | 1:2       | IK Aalborg Chang    |
| Aarslev BK              | 3:4 n. V. | IK Skovbakken       |

## 2. Runde
Teilnehmer waren die 40 Sieger der ersten Runde und vier Erstligisten.
|                       | Ergebnis               |                         |
| --------------------- | ---------------------- | ----------------------- |
| AB Gladsaxe           | 1:4 n. V.              | Køge BK                 |
| BK Avarta             | 1:0                    | Roskilde BK             |
| IF Skjold Birkerød    | 2:1                    | BK Fremad Valby         |
| Frederikshavn fI      | 3:3 n. V. (9:10 i. E.) | Jyderup BK              |
| Frederikssund IK      | 0:1 n. V.              | BK Frem Kopenhagen      |
| Glostrup IC           | 4:0                    | Hasle BK                |
| Helsingør IF          | 4:0                    | BK Pioneren             |
| Herfølge BK           | 3:2                    | Vanløse IF              |
| Herning Fremad        | 0:1                    | Dalum IF                |
| Hjørring IF           | 2:3                    | Svendborg fB            |
| Holstebro BK          | 3:0                    | IK Aalborg Chang        |
| Humlebæk BK           | 1:2 n. V.              | Kastrup BK              |
| Næsbjerg-Rousthøje UI | 1:2                    | Viborg FF               |
| Randers SK Freja      | 4:0                    | Odense Kammeraternes SK |
| Ringsted IF           | 0:1                    | Lyngby BK               |
| Silkeborg IF          | 6:0                    | LKB-Gistrup IF          |
| Skive IK              | 0:3                    | Esbjerg fB              |
| IK Skovbakken         | 6:2                    | Herning KFUM            |
| Tårnby BK             | 4:2 n. V.              | Dragør BK               |
| Varde IF              | 1:5                    | Nørresundby BK          |
| Aalborg BK            | 3:1                    | B 1909 Odense           |
| Fremad Amager         | 3:2                    | Sundby BK 1             |

## 3. Runde
Teilnehmer: Die 22 Sieger der zweiten Runde und zehn weitere Vereine aus der 1. Division 1987.
|                    | Ergebnis  |                      |
| ------------------ | --------- | -------------------- |
| Aarhus GF          | 2:0       | Lyngby BK            |
| BK Avarta          | 1:4       | Glostrup IC          |
| B 1903 Kopenhagen  | 2:0       | Tårnby BK            |
| IF Skjold Birkerød | 1:4       | Odense BK            |
| Brøndby IF         | 4:3       | Viborg FF            |
| Brønshøj BK        | 5:0       | Hvidovre IF          |
| Dalum IF           | 0:3       | Fremad Amager        |
| Esbjerg fB         | 1:2 n. V. | Vejle BK             |
| BK Frem Kopenhagen | 3:0       | Holstebro BK         |
| Helsingør IF       | 4:1       | Jyderup BK           |
| Herfølge BK        | 1:0       | Kjøbenhavns Boldklub |
| Ikast FS           | 3:0       | IK Skovbakken        |
| Kastrup IF         | 3:2       | Køge BK              |
| Nørresundby BK     | 2:3 n. V. | Silkeborg IF         |
| Randers SK Freja   | 0:3       | Aalborg BK           |
| Svendborg fB       | 4:1       | Næstved IF           |

## 4. Runde
Teilnehmer: Die 16 Sieger der dritten Runde.
|               | Ergebnis  |                    |
| ------------- | --------- | ------------------ |
| Aarhus GF     | 3:1       | Aalborg BK         |
| Brøndby IF    | 6:0       | Silkeborg IF       |
| Fremad Amager | 2:4 n. V. | BK Frem Kopenhagen |
| Herfølge BK   | 2:0       | Helsingør IF       |
| Kastrup IF    | 0:2       | Ikast FS           |
| Odense BK     | 1:6       | B 1903 Kopenhagen  |
| Svendborg fB  | 1:3       | Brønshøj BK        |
| Vejle BK      | 4:2       | Glostrup IC        |

## Viertelfinale
|                    | Ergebnis |                   |
| ------------------ | -------- | ----------------- |
| Aarhus GF          | 1:0      | B 1903 Kopenhagen |
| BK Frem Kopenhagen | 3:4      | Brønshøj BK       |
| Ikast FS           | 2:0      | Herfølge BK       |
| Vejle BK           | 0:4      | Brøndby IF        |

## Halbfinale
|            | Gesamt |             | Hinspiel | Rückspiel |
| ---------- | ------ | ----------- | -------- | --------- |
| Brøndby IF | 4:2    | Brønshøj BK | 0:1      | 4:1       |
| Ikast FS   | 1:4    | Aarhus GF   | 1:1      | 0:3       |

## Finale
| Paarung        | Aarhus GF – Brøndby IF |
| Ergebnis       | 2:1 n. V. (1:1, 0:0) |
| Datum          | 12. Mai 1988 |
| Stadion        | Københavns Idrætspark, Kopenhagen |
| Zuschauer      | 20.000 |
| Schiedsrichter | Peter Mikkelsen |
| Tore           | 1:0 Erik Solér (76.) 1:1 Kim Vilfort (90.) 2:1 Lars Lundkvist (96.) |
| Aarhus GF      | Troels Rasmussen – John Stampe, Thomas Andersen, Bjørn Kristensen, Bent Wachmann – Morten Donnerup (88. Henrik Mortensen), Per Frimann, Erik Solér – Karsten Christensen (72. Jan Lauridsen), Frank Pingel, Lars Lundkvist Cheftrainer: Allan Hebo Larsen |
| Brøndby IF     | Peter Schmeichel – Bjarne Jensen, Lars Olsen, Kent Nielsen, Ole Madsen – Brian Chrøis (56. Per Steffensen), Henrik Jensen, Kim Vilfort – John Jensen, Brian Laudrup, Claus Nielsen (79. Bent Christensen) Cheftrainer: Ebbe Skovdahl                      |